# キュステンディル
キュステンディル（Kyustendil (ブルガリア語: Кюстендил [kʲustenˈdiɫ])）は、ブルガリア西部の町、およびそれを中心とした基礎自治体。キュステンディル州に属し、その州都である。キュステンディルはキュステンディル渓谷南部にあって、ソフィアから90キロメートルである。中世のセルビア人の統治者であるコンスタンティン・ドラガシュ（Константин Драгаш / Konstantin Dragaš）にちなんで命名された。

## 地理・観光
キュステンディルはブルガリア有数の温泉観光地であり、標高は500メートル程度である。キュステンディルはオソゴヴォ山（Осогово Osogovo）のふもとにあり、バンスカ川（Banska）の両岸に広がり、温泉療法と果物の生産の町となっている。町のトラキア語でのかつての呼称はパウタリア（Pautalia）であり、泉の町を意味する。
キュステンディルには40を超える鉱泉がある。温泉の成分には亜硫酸塩化合物が含まれる。それらは運動器系や、婦人病などの疾患に効用があるとされる。観光地帯には複数の温泉や、温泉療養の施設などがある。
ブルガリアの首都ソフィアから90キロメートル、ブラゴエヴグラトから69キロメートル、北マケドニア共和国との国境から22キロメートルのところにある。ローマ人によって築かれた要塞がある。バシリカとモザイクの床が発掘された。

## 歴史

### 古代
トラキア人が紀元前5世紀ないしは紀元前4世紀ごろから居住しており、要塞、保養地、交易の拠点として栄え、紀元1世紀のローマ人からパウタリア（Pautalia）と呼ばれた。これはトラキア語で泉、源泉を意味する語に由来している。
ヒサルラカ（Hisarlaka）要塞は4世紀に立てられ、東ローマ帝国の皇帝バシレイオス2世の時代の1019年には、スラヴ語でヴェルブジド（Велбъжд / Velbužd、ラクダを意味する）として記録されている。

### 中世以降

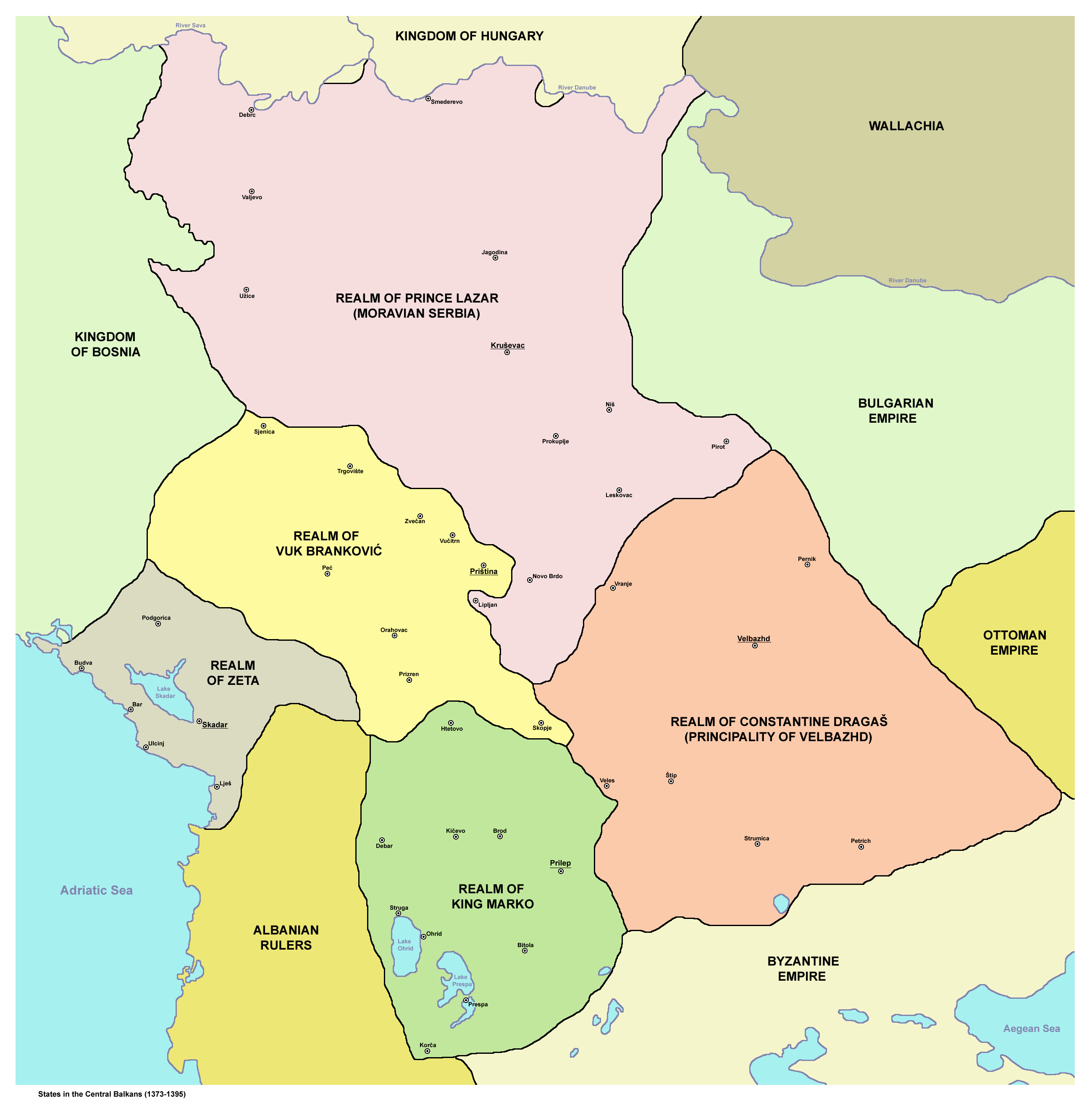
コンスタンティン・ドラガシュによる支配領域（右下）

カロヤン（Калоян / Kaloyan）の時代に、町は第二次ブルガリア帝国の一部となった。16世紀に、かつて町を支配したコンスタンティン・ドラガシュにちなんで現在の町の名前となった。
11世紀には町はヴェルブジドとして知られていた。1330年7月28日、町の近郊でブルガリアとセルビアによる大規模な戦闘が起きる。（ヴェルブジドの戦い）およそ1355年ごろ、町はコンスタンティン・ドラガシュが支配する半独立的な封建領土ヴェルブジド大公国の一部となる。
15世紀、コンスタンティン・ドラガシュにちなんで町はキュステンディルと呼ばれるようになる。1372年、トルコ人に征服され、オスマン帝国の一部となる。キュステンディルの住民はブルガリア民族復興運動の一部を担い、ブルガリア民族復興期には、町は工芸と交易で栄えた。町は1878年1月29日にオスマン帝国の支配から解放された。

## 町村
キュステンディル基礎自治体（Община Кюстендил）には、その中心であるキュステンディルをはじめ、以下の町村（集落）が存在している。
- Багренци
- Берсин
- Блатец
- Бобешино
- Богослов
- Буново
- Вратца
- Гирчевци
- Горановци
- Горна Брестница
- Горна Гращица
- Горно Уйно
- Грамаждано
- Граница
- Гурбановци
- Гърбино
- Гърляно
- Гюешево
- Дворище
- Дождевица
- Долна Гращица
- Долно Уйно
- Долно село
- Драговищица
- Жабокрът
- Жеравино
- Жиленци
- Ивановци
- Каменичка Скакавица
- Катрище
- Коняво
- Копиловци
- Коприва
- Кутугерци
- Кършалево
- Кюстендил

- Лелинци
- Леска
- Лисец
- Лозно
- Ломница
- Мазарачево
- Николичевци
- Нови чифлик
- Ново село
- Пиперков чифлик
- Полетинци
- Полска Скакавица
- Преколница
- Радловци
- Раждавица
- Раненци
- Режинци
- Ръсово
- Савойски
- Сажденик
- Скриняно
- Слокощица
- Соволяно
- Стенско
- Таваличево
- Търновлаг
- Търсино
- Церовица
- Црешново
- Цървена ябълка
- Цървендол
- Цървеняно
- Чудинци
- Шипочано
- Шишковци
- Ябълково

## 姉妹都市
- クリンツィ、ロシア
- ココアビーチ、アメリカ合衆国
- レスコヴァツ、セルビア
- en:Giv'atayim、イスラエル

## ギャラリー

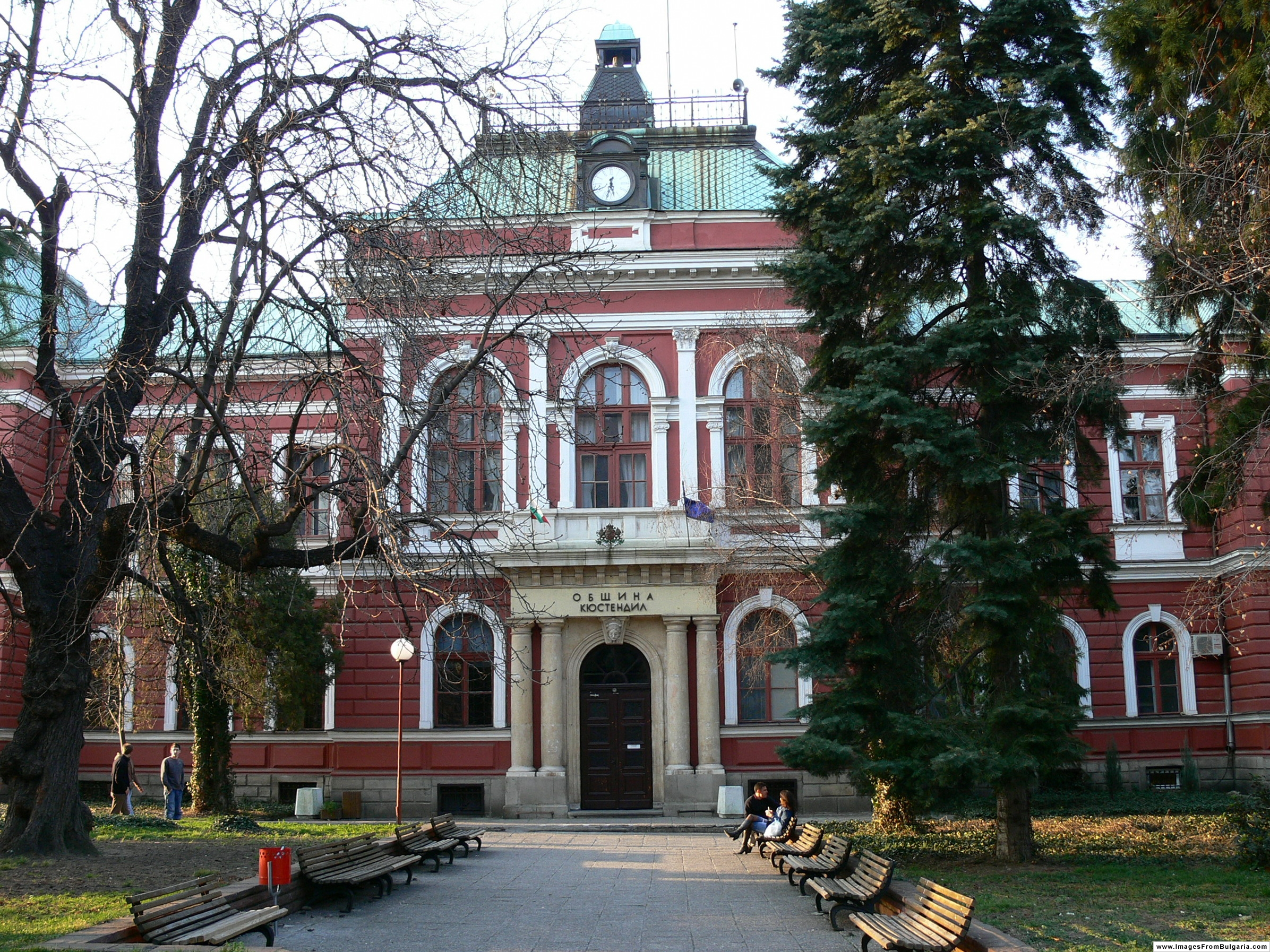
市役所（建築家 Friedrich Grünanger による）
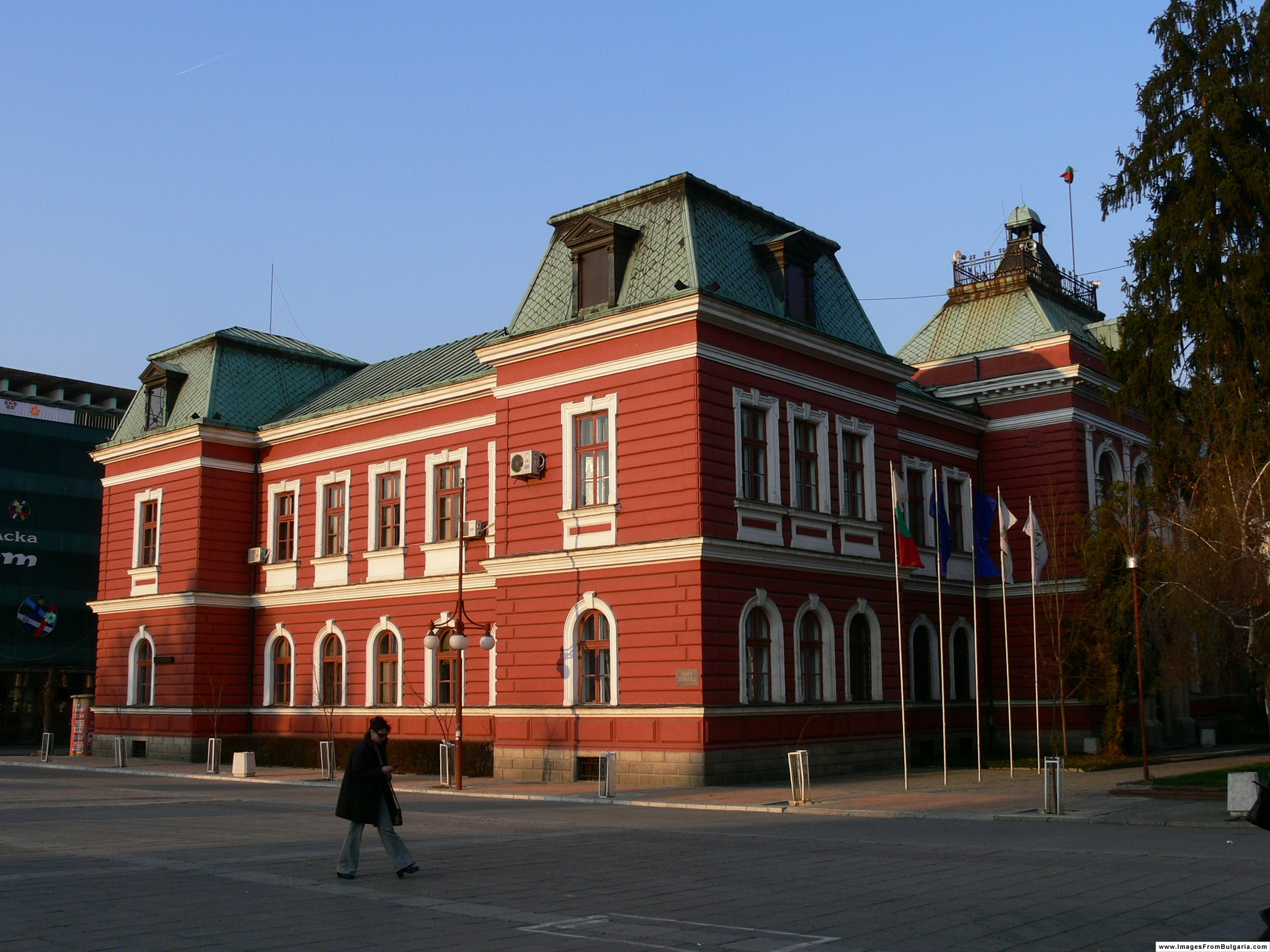
市役所
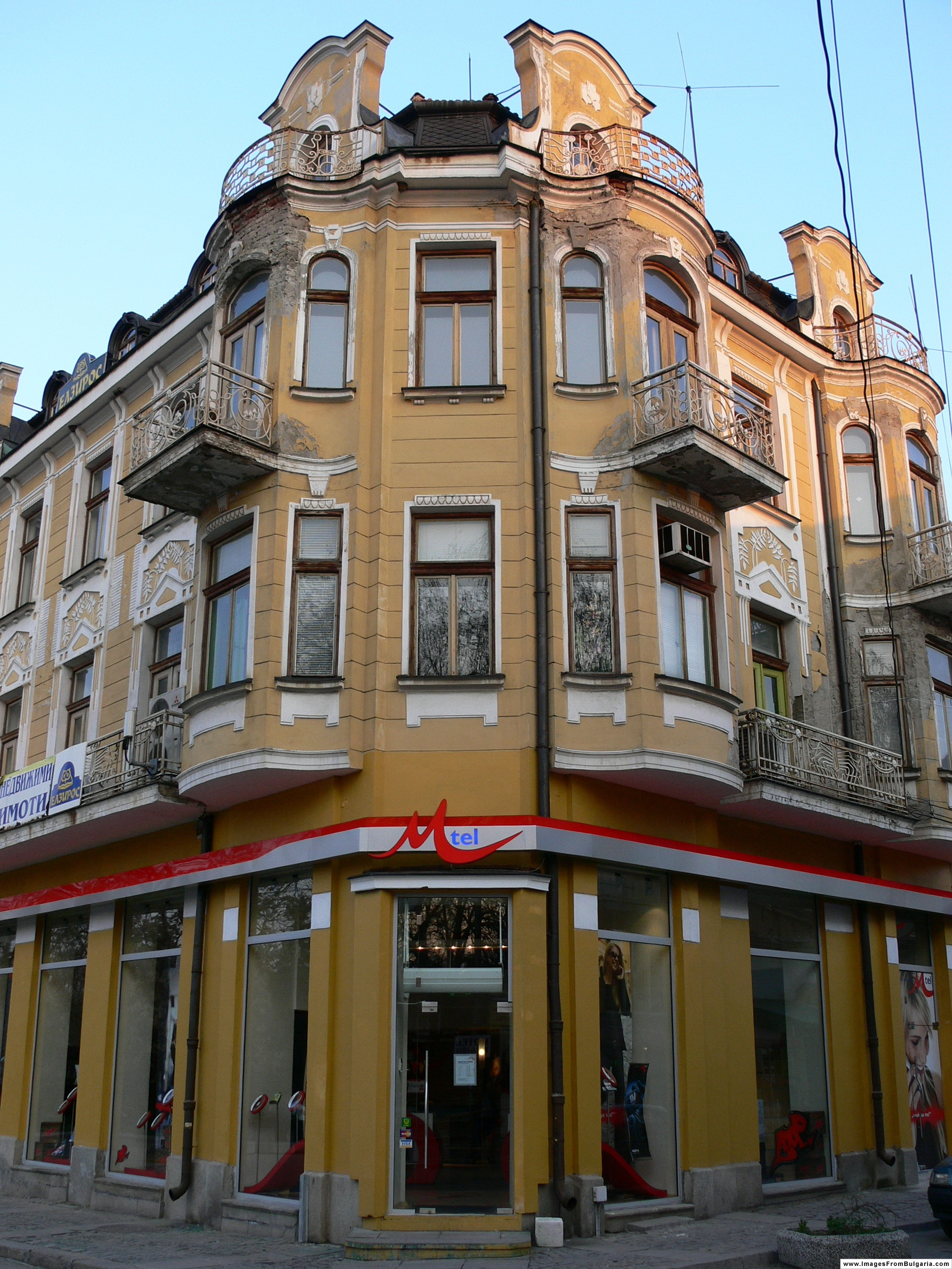
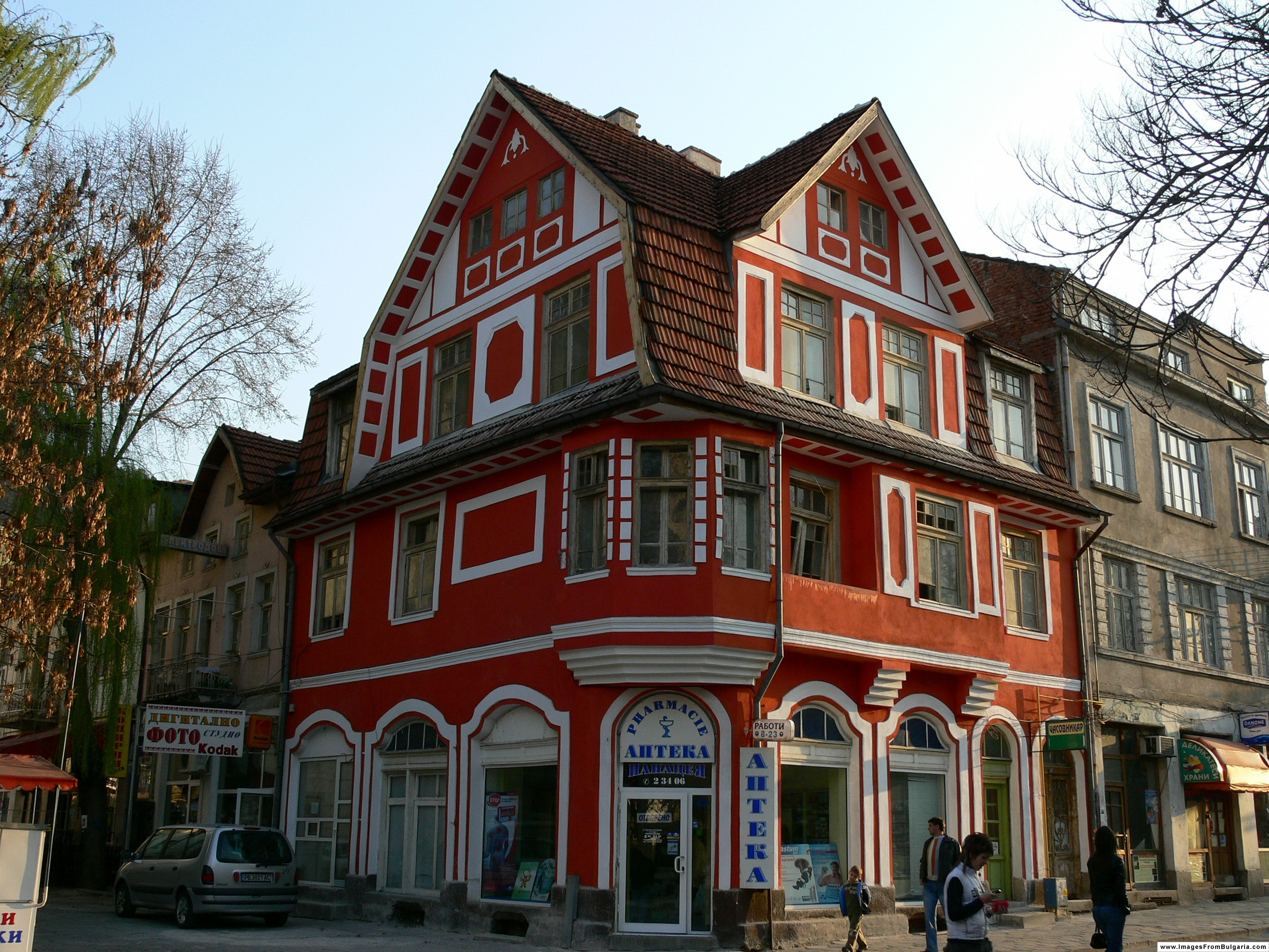
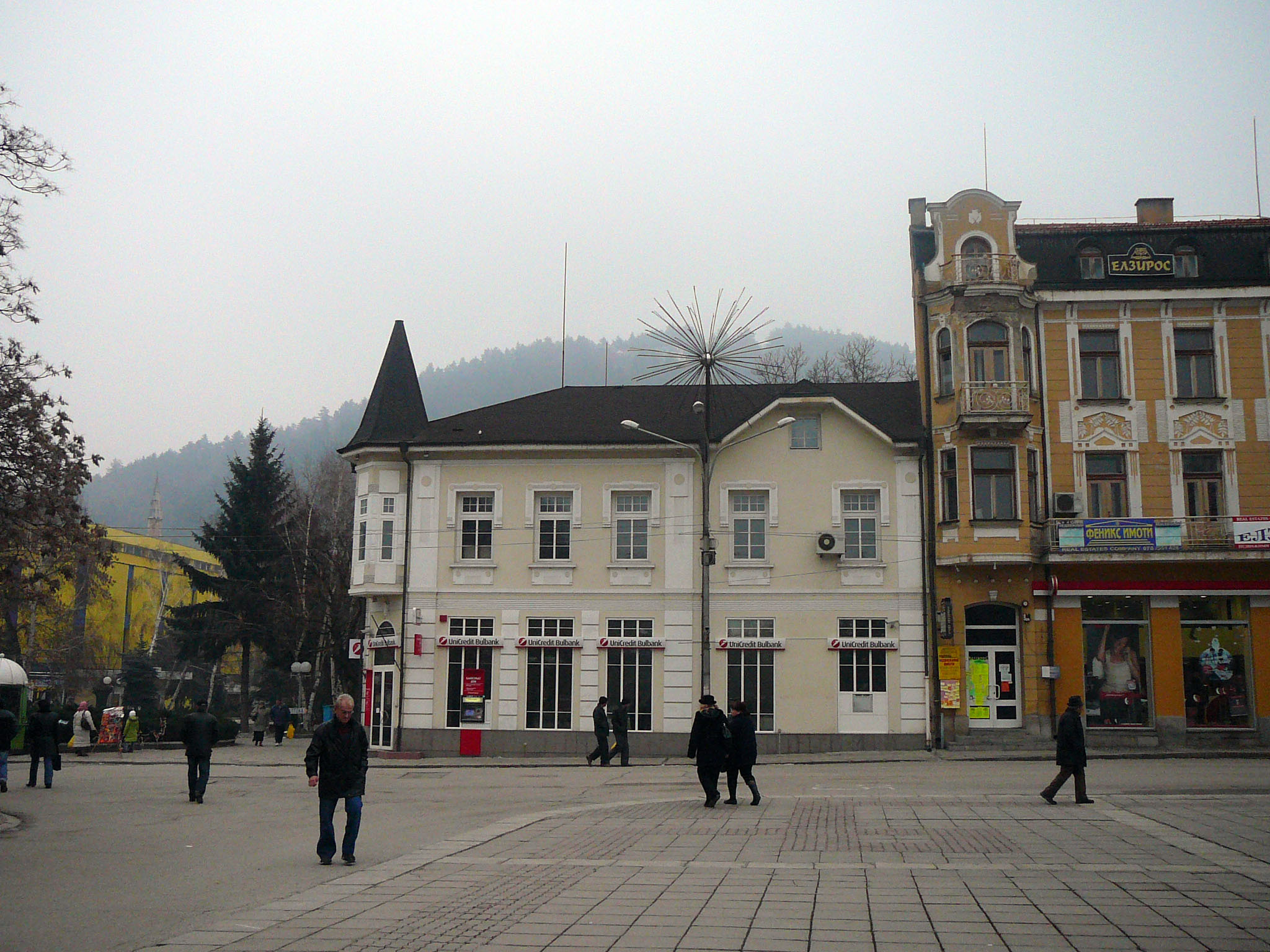
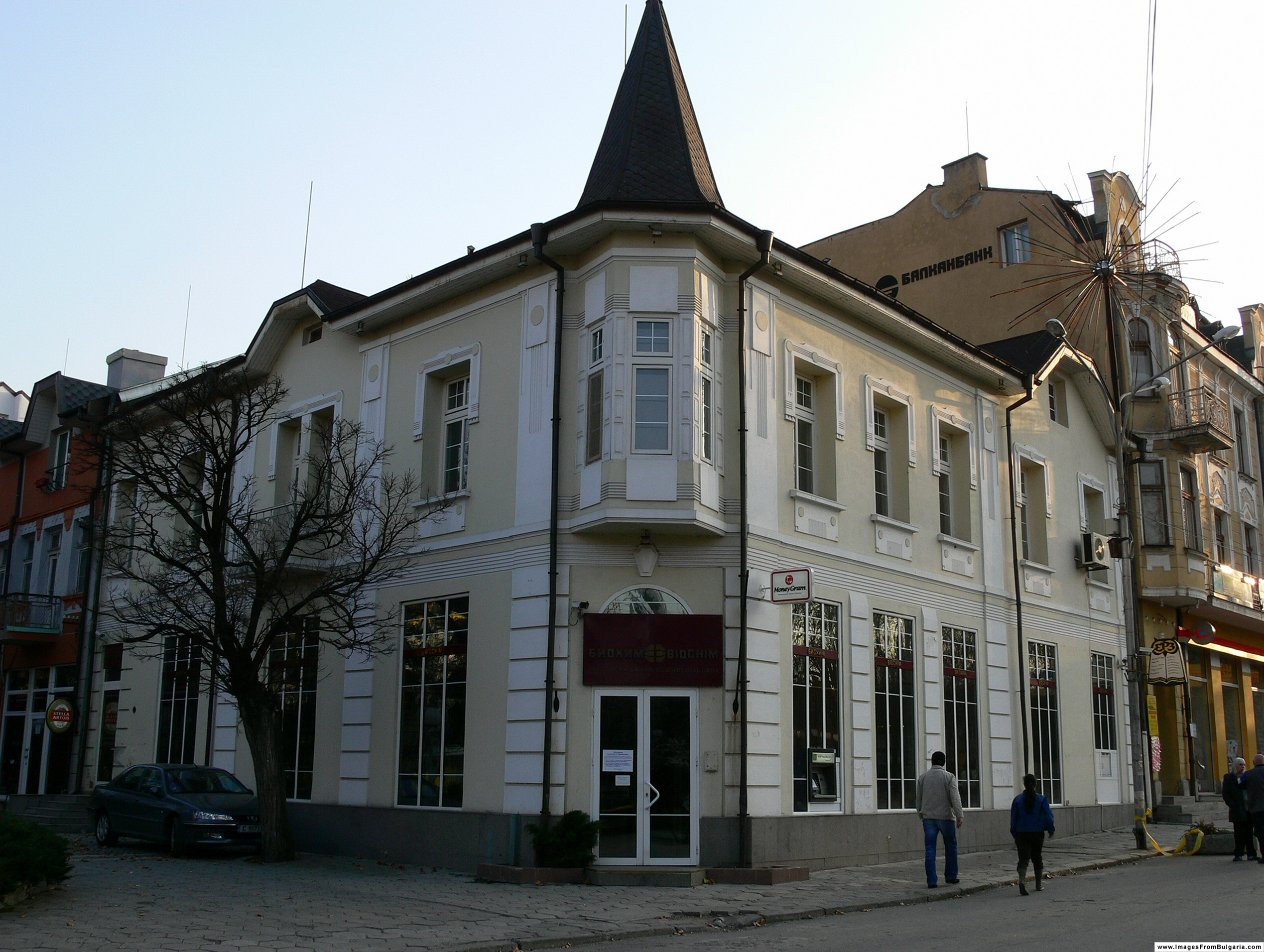
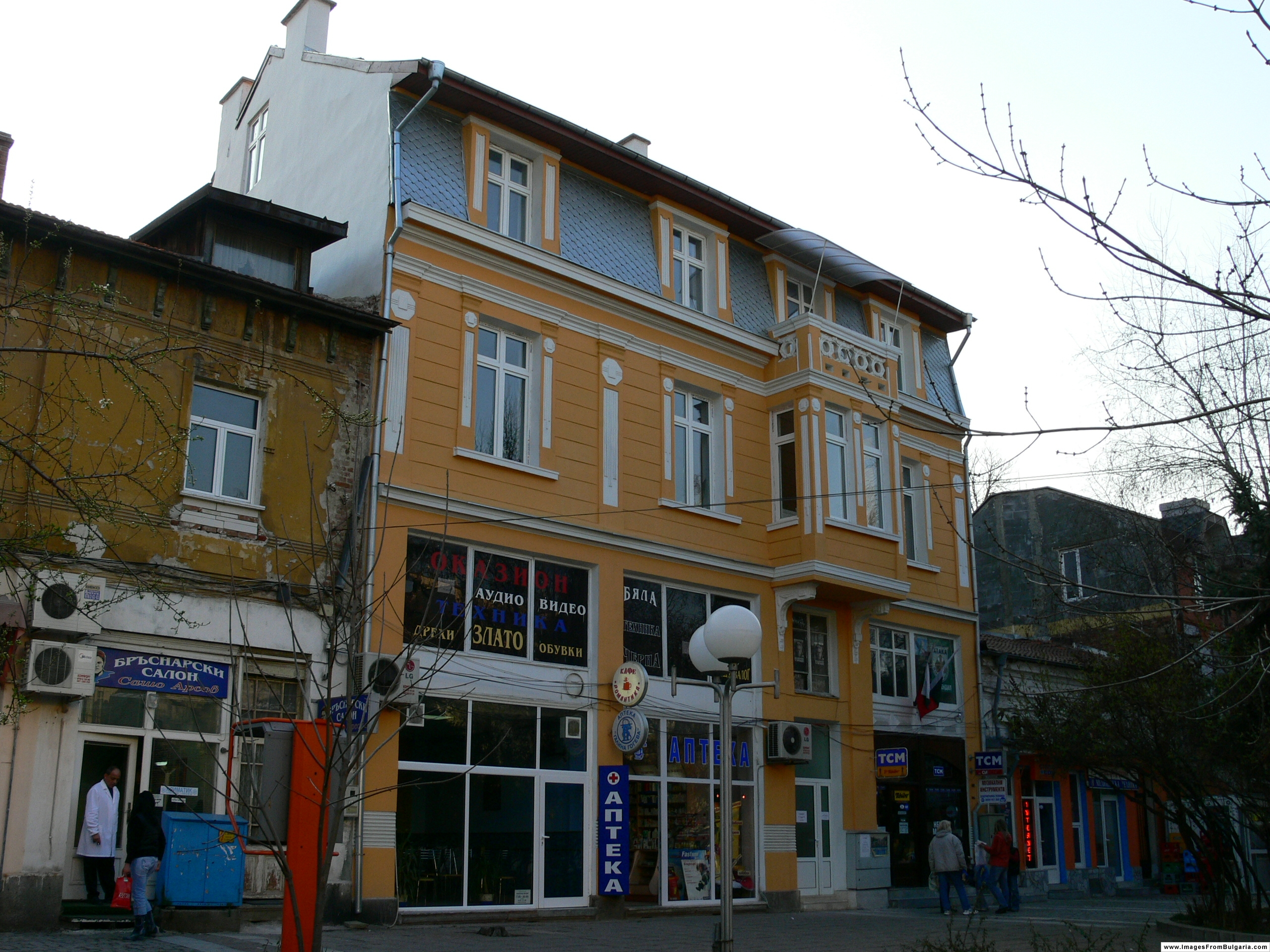
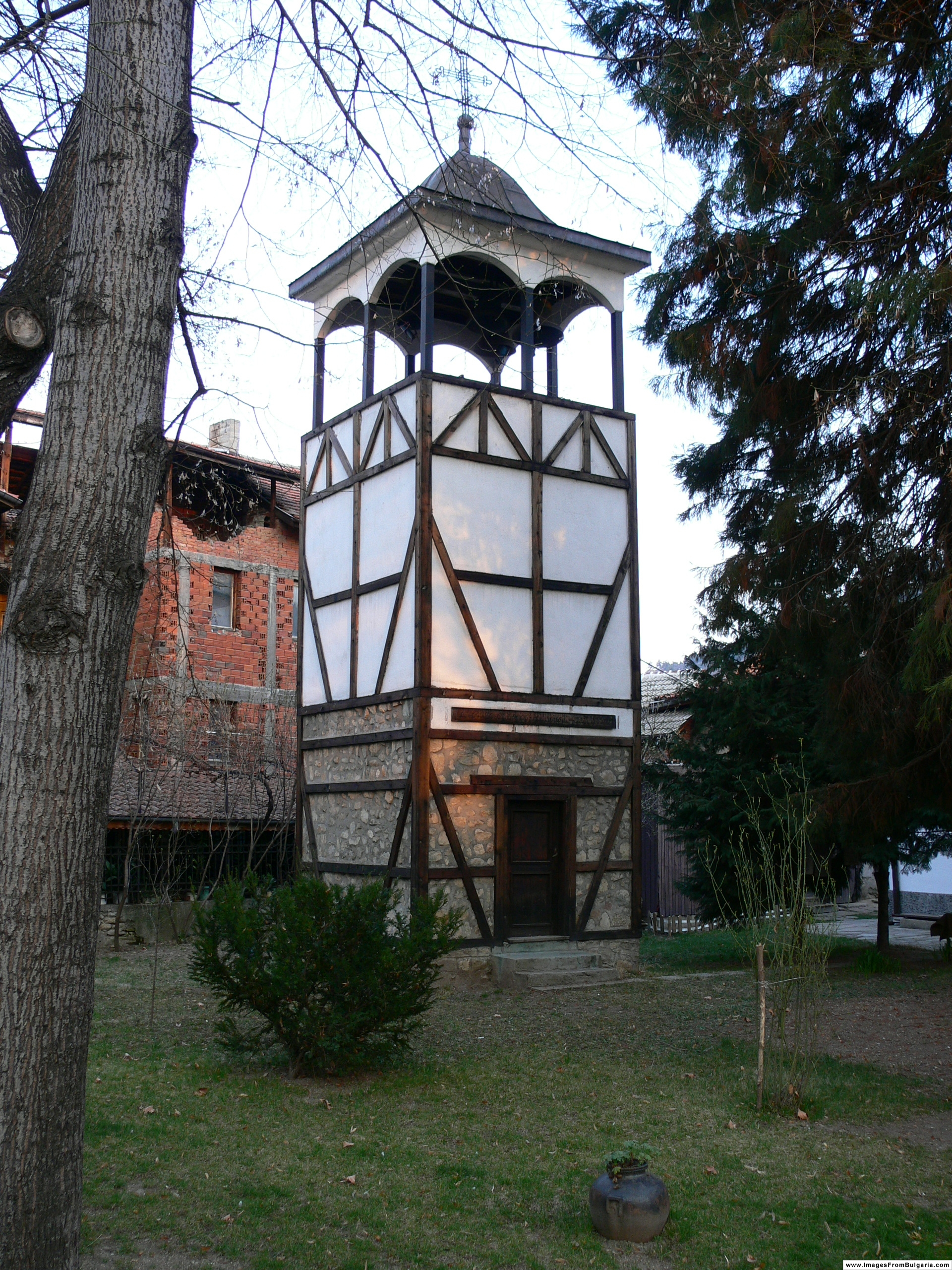
木組みの塔